# Cheirostylis tortilacinia
Cheirostylis tortilacinia är en orkidéart som beskrevs av C.S.Leou. Cheirostylis tortilacinia ingår i släktet Cheirostylis och familjen orkidéer. Inga underarter finns listade i Catalogue of Life.